# Scheldeprijs 1999
De 87e editie van de Scheldeprijs werd gereden op 21 april 1999 over een afstand van 201 kilometer. De wedstrijd eindigde in een massaspurt. Daarin toonde Jeroen Blijlevens van de Nederlandse ploeg TVM-Farm Frites zich de snelste. Toch scheelde het weinig of zijn ploegmaat Tristan Hoffman had gewonnen. Hoffman demarreerde weg in de laatste kilometer en werd op slechts tien meter van de finish ingehaald. In de openingsfase van de wedstrijd reed Bert Roesems alleen voorop. Hij had een voorsprong van maximaal 6 minuten. In totaal 92 renners bereikten de eindstreep.

## Uitslag
| Scheldeprijs 1999 |                   |                        |            |
| Plaats            | Naam              | Ploeg                  | Tijd       |
| Winnaar           | Jeroen Blijlevens | TVM-Farm Frites        | 4u 35' 00" |
| 2                 | Erik Zabel        | Team Deutsche Telekom  | z.t.       |
| 3                 | Tristan Hoffman   | TVM-Farm Frites        | z.t.       |
| 4                 | Ralf Grabsch      | Team Deutsche Telekom  | z.t.       |
| 5                 | Jo Planckaert     | Lotto-Mobistar         | z.t.       |
| 6                 | Juris Silovs      | Team Home-Jack & Jones | z.t.       |
| 7                 | Michel Vanhaecke  | Tönissteiner-Colnago   | z.t.       |
| 8                 | Antonio Figura    | Liquigas-Pata          | z.t.       |
| 9                 | Zbigniew Spruch   | Lampre-Daikin          | z.t.       |
| 10                | Lars Michaelsen   | La Française des Jeux  | z.t.       |